# هرمان ستيفانسون
هرمان ستيفانسون (بالآيسلندية: Hermann Stefánsson)‏ هو كاتب آيسلندي، ولد في 25 ديسمبر 1968 في ريكيافيك في آيسلندا.

## المهنة والتعليم
بعد تخرجه من المدرسة الثانوية، درس هرمان ستيفانسون الأدب الآيسلندي والأدب العام في هاسكولي أولاندز في ريكيافيك وحصل على درجة البكالوريوس في عام 1994، والماجستير في الأدب العام عام 2001. كما درس في الخارج وتحديداً في إسبانيا. ثم عمل كعالم مستقل ومترجم وناقد أدبي في الصحيفة اليومية (Morgunblaðið) ومحطة الإذاعة الحكومية RÚV وغيرها. كما قام بالتدريس لبعض الوقت في جامعة آيسلندا وعمل كمحرر في دور النشر. وهو يعيش الآن مع عائلته في ريكيافيك.